# Base navale de Treasure Island
Naval Station Treasure Island
La Base navale de Treasure Island (en anglais : Naval Station Treasure Island), était une base navale de l'US Navy située sur  Treasure Island en baie de San Francisco et construite pendant la Seconde Guerre mondiale pour soutenir l'effort allié dans le Pacifique.

## Description
Pendant la Seconde Guerre mondiale, Treasure Island est devenue une partie de la base navale et a servi d'école de formation en électronique et en radiocommunications, et le principal point de départ et de réception d'une partie de la flotte du Pacifique. La station navale a également servi d'aérodrome pour la Treasure Island Naval Auxiliary Air Facility (NAAF) pour les dirigeables, les avions et les hydravions. Les hydravions ont atterri dans le port de Trade Winds Harbour. 
Le 9 décembre 1945, les trois complexes de théâtre de la base étaient dédiés aux héros navals de la Seconde Guerre mondiale tués au combat. 
- Theatre One a été nommé en l'honneur de Doris Miller, le premier Afro-américain à recevoir la Navy Cross,
- Theatre Two a été nommé en l'honneur du récipiendaire de la 'Medal of Honor Edward O'Hare,
- Theatre Three (au Building 401 sur l'avenue I et 9th  Street) a été nommé en l'honneur du sergent-artilleur John Basilone (USMC), récipiendaire de la Medal of Honor. Diffusées dans tout le pays sur la série radiophonique ABC Orson Welles Commentaries (en), les cérémonies mettaient en vedette le commodore Robert W. Cary, commandant du centre, et Orson Welles, qui a interviewé des membres de la famille[1].

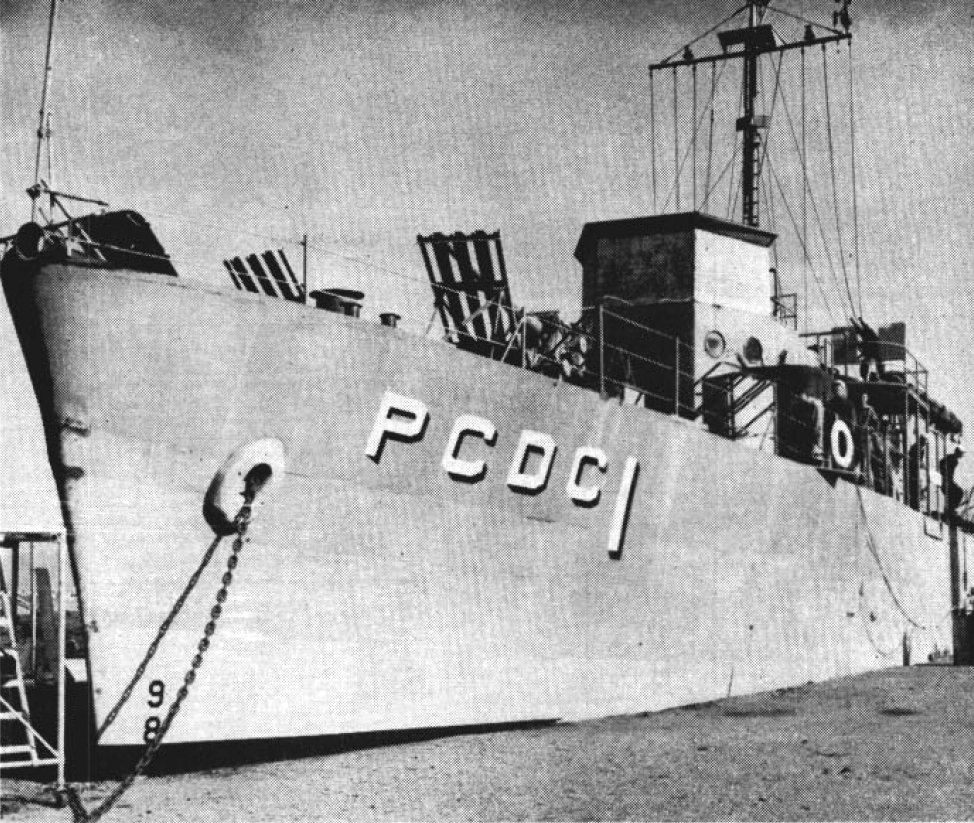
USS Pandémonium (PCDC-1) en 1957

Après la guerre, un centre de formation à la décontamination nucléaire a été créé sur l'île. Une maquette grandeur nature d'un navire de la marine baptisé USS Pandemonium (PCDC-1) a été construite en juillet 1956. Des matières radioactives ont été placées sur le navire enclavé afin de former les équipages à la détection et au nettoyage radioactifs. Le Pandemonium est resté en service jusqu'en juillet 1969. Il a été déplacé de son site d'origine puis démoli en 1996.
Au cours des années 1960-1980, Treasure Island a été utilisé par la marine américaine pour la lutte contre les incendies à bord et la formation au contrôle des avaries pour les techniciens d'entretien des coques et d'autres marins. Treasure Island abritait le "USS Buttercup" qui était un lieu d'entrainement statique de contrôle des dommages qui était utilisé pour la réparation et le contrôle des dommages de combat à bord en temps réel. L'aérodrome de l'installation aérienne auxiliaire était limité à l'utilisation de l'aire d'atterrissage pour hélicoptères.

## Fin de la base navale
En 1996, Treasure Island et le Presidio de San Francisco  ont été déclassés et ouverts au public, sous certaines conditions. Treasure Island fait maintenant partie du district 6 de la ville et du comté de San Francisco, bien qu'il appartienne toujours à l'US Navy. En 1993, la station navale a été sélectionnée pour fermeture et les opérations de la Marine y ont pris fin en 1997. Une partie de la propriété a été transférée à la Federal Highway Administration, au Département du travail et à la Garde côtière américaine, et le reste est ouvert au développement. En 2008, le Congrès a offert la propriété publique à la ville de San Francisco pour rien, en vertu de l'article 2711 de HR 2647, rédigé par le représentant Sam Farr.

## Problèmes environnementaux
Après la fermeture de la base navale en 1997, Treasure Island a été ouverte à des usages résidentiels et autres, mais selon l'Agence de protection de l'environnement des États-Unis et le Département de contrôle des substances toxiques de l'État, le sol à divers endroits de l'île est contaminé par des substances toxiques. Des niveaux de césium 137 trois fois plus élevés que ceux enregistrés précédemment ont été trouvés en avril 2013. On pense qu'ils datent de l'utilisation de la base par des navires contaminés lors d'essais nucléaires d'après-guerre et d'un centre de formation nucléaire précédemment basé là-bas.

## Galerie
|                                 |
| Vue aérienne de Treasure Island |

|                                  |
| Survol de la base navale en 1958 |